# Monte Giuoco del Pallone - Monte Cafaggio
Monte Giuoco del Pallone - Monte Cafaggio este o arie protejată (arie specială de conservare — SAC, sit de importanță comunitară — SCI) din Italia întinsă pe o suprafață de 3.404 ha, integral pe uscat.

## Localizare
Centrul sitului Monte Giuoco del Pallone - Monte Cafaggio este situat la coordonatele 43°14′14″N 12°54′30″E / 43.237222°N 12.908333°E.

## Înființare
Situl Monte Giuoco del Pallone - Monte Cafaggio a fost declarat sit de importanță comunitară în iunie 1995 pentru a proteja 4 specii de animale. Situl a fost protejat și ca arie specială de conservare în aprilie 2016.

## Biodiversitate
Situată în ecoregiunea continentală, aria protejată conține 14 habitate naturale: Pajiști carstice calcaroase sau bazofile, de Alysso-Sedion albi, Formațiuni de Juniperus communis pe lande sau pajiști calcaroase, Galerii de Salix alba și de Populus alba, Păduri ilirice de stejar și carpen (Erythronio-Carpinion), Păduri de fag din Apenini cu Taxus și Ilex, Păduri de stejar alb estice, Pseudostepă cu ierburi și specii anuale de Thero-Brachypodietea, Pajiști uscate seminaturale și facies de acoperire cu tufișuri pe substraturi calcaroase (Festuco-Brometalia) (* situri importante pentru orhidee), Izvoare petrifiante cu formare de travertin (Cratoneurion), Păduri de Quercus ilex și Quercus rotundifolia, Păduri pe pante, grohotișuri și ravene de Tilio-Acerion, Peșteri inaccesibile publicului, Liziere de ierburi înalte hidrofile de câmpie și de nivel montan până la alpin, Pajiști alpine și subalpine calcaroase.
La baza desemnării sitului se află mai multe specii protejate:
- mamifere (1): lupul (Canis lupus)
- nevertebrate (1): Erannis ankeraria
- pești (2): zglăvoacă (Cottus gobio), salmo cettii (Salmo cetti)

Pe lângă speciile protejate, pe teritoriul sitului au mai fost identificate 3 specii de plante.